# A.D. 聖書の時代
『A.D. 聖書の時代』（エイディーせいしょのじだい、原題：A.D. The Bible Continues）は、アメリカ合衆国で放送された歴史ドラマ。2015年4月5日から6月21日までNBCで全12回にわたって放送された。イエス・キリストの刑死後の信徒たちの活動を描く。この作品は、2013年に放送された歴史ドラマ THE BIBLE の続編で、『使徒言行録』全28章中の第1章から第10章に当たる部分を主に描いている。

## 製作
本作は、前作 THE BIBLE の続編として、前作同様ローマ・ダウニーとマーク・バーネットによって企画された。前作 THE BIBLE は全10話の歴史ドラマで、ディオゴ・モルガドがイエス・キリスト役を演じ、2013年に有料テレビチャンネル「ヒストリー」で放送され人気になった。本作は2015年4月5日から6月21日までNBCで全12回にわたって放送された。製作者は本作の印象的な登場人物役に世界各地出身の俳優を起用した。イエス役はアルゼンチン人俳優フアン・パブロ・ディ・パチェが演じ、イエスの母マリア役はイタリア出身のグレタ・スカッキが演じ、マグダラのマリア役はモザンビーク共和国で幼少期を過ごしたチポ・チャンが演じた。

## 登場人物

### イエスと信者
イエス
演：フアン・パブロ・ディ・パチェ
刑死後、信者たちの前に現れる。
マリア
演：グレタ・スカッキ
イエスの母。
ヤコブ
演：Alastair Mackenzie
イエスの兄弟。
ペトロ
演：アダム・レヴィ
使徒。漁師。妻を亡くし娘と共にガリラヤに住む。イエスの信者であることを否定し、後で悔いる。
ヨハネ
演：バボー・シーセイ
使徒。漁師。ゼベダイの子ヤコブの弟。イエスの刑死の場に立ち会う。
ゼベダイの子ヤコブ
演：Denver Isaac
使徒。漁師。ヨハネの兄。
熱心党のシモン
演：フレイザー・エアーズ
使徒。政治的宗教集団である熱心党に加わる。
トマス
演：ヨハンネス・ハウクル・ヨハネッソン
使徒。
マタイ
演：ペドロ・ロイド・ガーディナー (Pedro Lloyd Gardiner)
使徒。もと徴税人。
イスカリオテのユダ
演：チェーザレ・トーラジ
イエスを裏切った使徒。自殺する。
マグダラのマリア
演：チポ・チャン
刑死後に現れたイエスを最初に見る信者。
マヤ
演：Helen Daniels
ペトロの娘。
ステファノ
演：リース・リッチー
最初の殉教者。
バルナバ
演：ケネス・コラード (Kenneth Collard)
信者。
フィリポ
演：Joe Dixon
信者。サマリアで宣教する。
サウロ
演：エメット・スキャンラン
パウロ。イエスの信者を迫害するパリサイ人（パリサイびと、ユダヤ教パリサイ派）。後に回心してイエスの信者になる。
アナニア（ダマスコの）
演：Nicholas Sidi
ダマスコに住むイエスの信者。パウロを訪問する。

### 信者の関連人物
ボアズ
演：George Georgiou
反ローマ組織である熱心党シカリ派の男。ペトロの幼馴染。
エバ
演：Charlene McKenna
ボアズの婚約者。ボアズの刑死後に熱心党に加わる。
レビ
演：Francis Magee
熱心党のリーダー。
メレク
演：John Ioannou
足の不自由な男。
アナニア
演：Peter de Jersey
サフィラの夫。財産家。
サフィラ
演：Indra Ové
アナニアの妻。
魔術師シモン
演：スティーヴン・ウォルターズ
サマリアの有名な魔術師。
イサク
演：John Benfield
魔術師シモンの相棒。
Gabra
演：コリン・サーモン
エチオピアの財務官。

### カイアファと関連人物

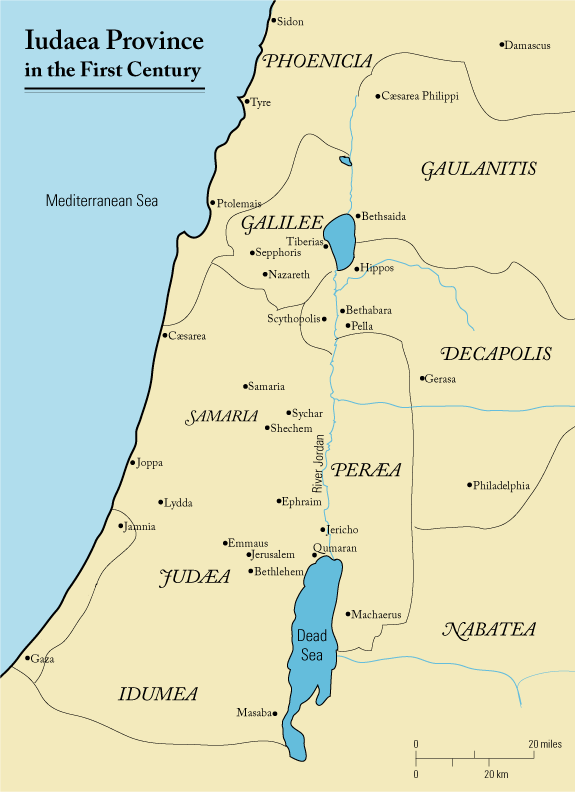
新約時代のパレスチナ

カイアファ
演：リチャード・コイル
ユダヤ教の大祭司（在位：紀元18年 - 36年）。
レア
演：ジョディ・メイ
カイアファの妻。
アンナス
演：ケン・ボーンズ
ユダヤ教の大祭司（在位：紀元6年 - 16年）。レアの父。
ヨナタン
演：レックス・シュラプネル
アンナスの息子。
ルベン
演：クリス・ブレイジャー (Chris Brazier)
カイアファの部下。
アリマタヤのヨセフ
演：ケヴィン・ドイル
カイアファと親交のある有力者。イエスの遺骸を引き取る。
ガマリエル
演：ストルアン・ロジャー
ユダヤ教の長老。最高法院長。サウロ（パウロ）の師。
ヘロデ・アンティパス
演：ジェームズ・キャリス
ガリラヤとペレアの領主（在位：紀元前4年 - 紀元後39年）。通称「ヘロデ王」。
ヘロディア
演：Claire Cooper
ヘロデ・アンティパスの妻。
クザ
演：Jim Sturgeon
ヘロデ・アンティパスの家令。
ヨハナ
演：Farzana Dua Elahe
家令クザの妻。ヘロディアの女中。マグダラのマリアの友人。
タビタ
演：Marama Corlett
ヘロディアの女中。
アグリッパ
演：Michael Peluso
ヘロディアの弟。後のユダヤの統治者ヘロデ・アグリッパ1世（在位：37年 - 44年）。

### ピラトと関連人物
ピラト
演：ヴィンセント・リーガン
ローマ帝国によって任命された、ユダヤを治める総督（在任：26年 - 36年）。
クラウディア
演：ジョアンヌ・ウォーリー
ピラトの妻。
コルネリウス
演：ウィル・ソープ
ローマ帝国の軍人。百人隊長。
ティベリウス
演：ケネス・クラナム
ローマ帝国の第2代皇帝（在位：14年 - 37年）。
カリグラ
演：Andrew Gower
ローマ帝国の第3代皇帝（在位：37年 - 41年）。

## あらすじ
第1話「十字架」
ユダヤで春に一週間にわたって祝われる過ぎ越しの祭の期間中、聖都エルサレムに祭のために多くの人たちが来ている。
イエスの高弟ペトロがイエスの取り調べの場に急ぐ。ユダヤ教の大祭司カイアファによる尋問を経て、ローマ帝国によって任命された総督であるピラトによる公開裁判の場に移されたイエスは、その場で死刑判決を受け、ゴルゴタで十字架にかけられた姿になる。イエスは十字架上で「神よ 神よ なぜ私を見捨てたのです？」と問いかけ、死に際に「成し遂げられた」と言って死ぬ。イエスに従った者たちの中でその最期を見とどけたのは母マリアとマグダラのマリアそしてイエスの愛弟子（まなでし）ヨハネだけだった。その日のうちにイエスの遺骸はイエスに好意的な有力者アリマタヤのヨセフの墓におさめられる。
翌日、信奉者たちの偽装工作によるイエスの復活を恐れるカイアファの進言によって、ピラトはイエスの墓をローマ帝国の兵士たちに監視させる。ピラトの妻はイエスの真価に気づいているので、イエスに死刑を言い渡した夫ピラトに不満を示す。一方イエスの復活を信じて待つ母マリアに対してペトロは復活を期待しない。
3日目の夜明け前、その墓に天から一条の光が差し込み、剣を持った天使が現れる。
第2話「消えた遺体」
「エルサレム 3日目」。墓からイエスの遺骸が無くなる。マグダラのマリアやペトロを始めとする使徒たちの前にイエスが現れる。使徒たちは、死刑になったイエスの遺骸を奪い隠した嫌疑をかけられ、属州ユダヤ駐屯小部隊のローマ軍兵士たちに追われるが、反ローマ組織シカリ派の男ボアズの助力によって逃れ、エルサレムから故郷のガリラヤに戻る。
ガリラヤ湖（ティベリアス湖）で漁をするペトロやヨハネ、マタイたちの前にイエスが現れる。イエスはペトロに今後を託し、ペトロの殉教を預言する。イエスを先頭にオリーブ山に上がって来たペトロを始めとする11人の使徒たちは、イエスが雲と風と光と天使たちに迎えられるのを見る。一方イエスの遺骸消失の目撃者である、墓の警備に当たったカイアファ配下の下役とピラト配下のローマ兵が全員殺される。
第3話「聖霊降臨」
ユダヤの春の収穫祭である五旬祭になる。イエスが残した言葉に従って、エルサレムで聖霊を待つ使徒たちが隠れ家に集まって祈っていると、使徒たちに天から光と共に炎のようなものが降り注ぐ。力を得た使徒たちは隠れ家から外に出て、五旬祭を祝う人でにぎわう神殿に向かう。神殿の前で物乞いをしている足の不自由な男をペトロが「イエスの名」によって治癒させる。治癒を目の当たりにした人々たちに向かってペトロとヨハネがイエスの蘇りと聖霊の力を説き、イエスはユダヤ人が待望していた救世主メシアであるとペトロが公言する。その姿を見たカイアファが二人を捕らえて留置させる。
第4話「怒り」
ペトロとヨハネに対する公開裁判がカイアファによって開かれる。ペトロによって治癒され歩けるようになった男メレクが証人として尋問される。カイアファの妻レアによって買収されたメレクは、物乞いのために歩けないふりをしていたと証言するようカイアファに誘導されるが、真実を話す。ペトロとヨハネは解放される。信者が増える。多くの貧しい信者たちがなけなしの財産をすべて寄付する。信者になった財産家の夫婦アナニアとサフィラも家を売った全財産だと言って宝石類を差し出す。しかしこの財産家夫婦は自分たちのために財産の一部を隠していたことをペトロによって見破られる。アナニアとサフィラはそれぞれ目と鼻と口から血を流してペトロの前で死ぬ。意気盛んな若者ステファノが信者になる。物質的な富を得たものの自分を見失ったと話すバルナバも信者になる。バルナバの寄付した土地に信者たちの新しい生活の場が建設される。
ボアズによって神殿前で命を狙われ部下のローマ兵ドルススを殺されたピラトは、犯人逮捕まで毎日10人のユダヤ人を死刑にすると宣言し、実行する。無辜のユダヤ人少年たちがローマ兵によって町から連れ出され、十字架刑にされる。カイアファはユダヤ人の儀礼・習慣に則り粗布をまとい灰をかぶってピラトに面会し抗議する。
第5話「最初の殉教者」
ペトロはステファノと新たに信者になったフィリポに野営地の世話を任せようとする。野営地は改宗者で日ごとに共同生活者が増えている。しかし日常語のアラム語の他にギリシア語を使い、ヘブライ語の聖書をすべて暗記しているというステファノは宣教活動することを希望する。ペトロはステファノにヘブライ文字の読み方を教わりながら『創世記』冒頭から聖書を読み始める。ローマ兵を殺したボアズは自首し、ピラトによって処刑される。死刑になったイエスに対する信仰をペトロによって面前で公言されたカイアファは、ペトロを始めとする使徒たちを捕らえる。カイアファは使徒たちを死刑にしようとするが、最高法院長のガマリエルの進言によって減刑し、鞭打ち刑にする。ステファノは最高法院（長老会）に自ら出向いて抗議し「キリストが神の右に立っている」などと強く主張する。言語道断の涜神（とくしん）行為に傍聴していた民衆が激怒してステファノを最高法院から引きずり出し、市外で枯れ木に縛りつけ、石を投げつける。とどめとなった石を隣の男に手渡した男サウロ（パウロ）がステファノの死を確認する。
第6話「迫害」
ステファノの葬儀が行われる。悲しみにくれる信者たちの前に男が現れる。男は自らパリサイ人（パリサイびと、ユダヤ教パリサイ派）のサウロと名乗って、イエスに対する信仰を論難して批判する。サウロの師ガマリエルはサウロをいさめるが、サウロは応じない。弾圧にもかかわらずますます増える信者たちに対して、サウロはカイアファの許可を得て市内の支持者たちを捕らえて牢送りにする。さらにサウロは信者たちが共同生活する野営地を焼き討ちにする。信者たちは野営地から逃げ出す。
一方、前の大祭司アンナスは息子のヨナタンを娘婿カイアファに替えて大祭司にさせようとする。アンナスはアリマタヤのヨセフやガリラヤの領主ヘロデ・アンティパスに働きかけて、ヨナタンの大祭司擁立工作を進める。しかしピラトはヨナタンを認めず、カイアファに大祭司を続けさせる。
第7話「来訪」
サウロは手下と共にペトロたちを捜す。ペトロを始めとする信者の中心メンバーはエルサレムの地下の隠れ家に潜む。フィリポはサマリアに行き、魔術師シモンに出会う。意識の無い女を人々の前で治癒させるフィリポの力に驚いた魔術師シモンはフィリポから洗礼を受ける。
ローマ皇帝ティベリウスが後継者カリグラとその友人アグリッパを連れてエルサレムにやって来る。ティベリウスはピラトにイエスとその信者の件を問う。カイアファが呼ばれて経緯と対処を説明する。
第8話「ダマスコへの道」
シリアのダマスコにペトロがいるという偽情報を聞いたサウロと手下たちは、ペトロを捕らえるためにダマスコに向かう。その途上サウロの前にイエスが現れる。サウロは目が見えなくなる。ダマスコに住むイエスの信者アナニアがサウロの元にやって来てサウロを治す。回心したサウロは洗礼を受けてイエスの信者になる。サウロがエルサレムからいなくなったすきにペトロたちはサマリアに行く。フィリポと合流したペトロたちはサマリアで信者を増やす。
ティベリウスがピラトにローマでの栄転の道をひらいて帰国するが、急死する。新皇帝としてエルサレムに再びやって来たカリグラがピラトを足元にひざまずかせる。
第9話「サウロの帰還」
イエスの信者になってダマスコのユダヤ人に追われるようになったサウロはダマスコを脱出しバルナバと共にエルサレムに戻る。迫害者サウロが信者になったことにペトロたちは不信を抱くが、バルナバの執り成しでサウロを受け入れる。しかしカイアファは背信したサウロを捕らえて留置する。
カリグラは自らを神格化し自身の彫像をエルサレムの神殿に建てる計画を言い渡して帰国する。異教の偶像を神聖な神殿に建てればユダヤ人の怒りをかい、反ローマ暴動の勃発が必至なため、カリグラが翻意するようピラトはアグリッパに頼み、さらにカイアファに対策を立てるよう命ずる。
第10話「主の兄弟」
ユダヤ人同士の内紛を避けたいカイアファはサウロを釈放する。イエスの兄弟ヤコブがガリラヤからエルサレムにやって来てペトロたちの一団に加わる。ラビであるヤコブはカイアファと話し、神殿に敬意を払いサウロを排除すれば今後迫害はしないとの言質を得る。神殿を必要ないものとするサウロとペトロたちが対立する。ペトロ、ヤコブ、ヨハネ、シモン、トマス、バルナバの6人に見送られてサウロは故郷キリキアのタルソスに一人で向かう。
エジプトの財務官の一行がエルサレムにやって来る。
第11話「蘇り」
ヤコブがカイアファと再び会談し、宣教を黙認させる。ヘロディアの女中ふたり、イエスの信者であることが露見して留置されていたヨハナはピラトの命令で処刑され、すでに鞭打ち刑になっていたタビタは故郷ヤッファで死ぬ。しかし宣教のためにヤッファに来たペトロによってタビタは生き返る。エジプトの財務官が反ローマ闘争のために熱心党に武器を供与するが、発覚し、ピラトによって国外追放になる。財務官は帰国途上フィリポに出会い、イエスの教えを知り、受洗して信者になる。
エルサレムのピラトの元にローマ皇帝カリグラの彫像が到着する。
第12話「荒らす憎むべきもの」
ピラトの腹心の部下であるローマ兵コルネリウスの前に天使が現れ、コルネリウスは天使の言葉に従ってヤッファにいるペトロを招く。コルネリウスは今までの葛藤と慚愧の念を打ち明け、ペトロによって受洗し信者になる。
ピラトの指示でエルサレムの神殿にローマ皇帝カリグラの彫像が持ち込まれようとする。ユダヤ人民衆が集まり、抗議してローマ兵相手に抵抗する。ペトロたちとカイアファを始めとする祭司たちは、コルネリウス率いるローマ兵の前に命をかけてひざまずく。熱心党員たちは弓矢と剣を使ってローマ兵と闘う。多くの熱心党員たちが死に、皇帝カリグラの彫像は破損する。

## エピソード一覧
| 話数                                                 | 日本語題名         | 原題                 | 監督            | 脚本            | NBC放送日     | - 視聴者数 - （万人） |
| ---------------------------------------------------- | ------------------ | -------------------- | --------------- | --------------- | ------------- | --------------------- |
| 1                                                    | 十字架             | The Tomb Is Open     | Ciarán Donnelly | Simon Block     | 2015年4月5日  | 968                   |
| イエスが刑死する。                                   |                    |                      |                 |                 |               |                       |
| 2                                                    | 消えた遺体         | The Body Is Gone     | Ciarán Donnelly | Simon Block     | 2015年4月12日 | 775                   |
| 使徒たちの前にイエスが現れる。                       |                    |                      |                 |                 |               |                       |
| 3                                                    | 聖霊降臨           | The Spirit Arrives   | Ciarán Donnelly | Andy Rattenbury | 2015年4月19日 | 636                   |
| 使徒たちに天から光と共に炎のようなものが降り注ぐ。   |                    |                      |                 |                 |               |                       |
| 4                                                    | 怒り               | The Wrath            | Tony Mitchell   | Ben Newman      | 2015年4月26日 | 577                   |
| 信者が増えて野営地に新しい生活の場が建設される。     |                    |                      |                 |                 |               |                       |
| 5                                                    | 最初の殉教者       | The First Martyr     | Tony Mitchell   | Ben Newman      | 2015年5月3日  | 547                   |
| 信者ステファノが民衆によって殺される。               |                    |                      |                 |                 |               |                       |
| 6                                                    | 迫害               | The Persecution      | Tony Mitchell   | Damian Wayling  | 2015年5月10日 | 453                   |
| 野営地をサウロ（パウロ）が焼き討ちにする。           |                    |                      |                 |                 |               |                       |
| 7                                                    | 来訪               | The Visit            | Brian Kelly     | Andy Rattenbury | 2015年5月17日 | 480                   |
| フィリポがサマリアで魔術師シモンを信者にする。       |                    |                      |                 |                 |               |                       |
| 8                                                    | ダマスコへの道     | The Road to Damascus | Brian Kelly     | Damian Wayling  | 2015年5月24日 | 424                   |
| サウロが回心してイエスの信者になる。                 |                    |                      |                 |                 |               |                       |
| 9                                                    | サウロの帰還       | Saul's Return        | Rob Evans       | Tom Grieves     | 2015年5月31日 | 474                   |
| サウロがバルナバと共にエルサレムに戻る。             |                    |                      |                 |                 |               |                       |
| 10                                                   | 主の兄弟           | Brothers In Arms     | Rob Evans       | Rachel Anthony  | 2015年6月7日  | 409                   |
| イエスの兄弟ヤコブがエルサレムにやって来る。         |                    |                      |                 |                 |               |                       |
| 11                                                   | 蘇り               | Rise Up              | Paul Wilmshurst | Ben Newman      | 2015年6月14日 | 399                   |
| ペトロによってヤッファでタビタが生き返る。           |                    |                      |                 |                 |               |                       |
| 12                                                   | 荒らす憎むべきもの | The Abomination      | Paul Wilmshurst | Tom Grieves     | 2015年6月21日 | 356                   |
| ユダヤ人はローマ皇帝の彫像の神殿持ち込みを阻止する。 |                    |                      |                 |                 |               |                       |